# ديزرت سونغ
«ديزرت سونغ» (بالإنجليزية: Desert Song)‏، هي أغنية لفرقة الهارد روك البريطانية ديف ليبارد من ألبومها التجميعي الأول من عام 1993، ريترو أكتيف. كانت الأغنية مهواة من جلسات كتابة الأغاني التي أنتجت ألبوم 1987 هستيريا. مع كونها ذاتية الإنتاج، صارت الأغنية واحدة من آخر الأغاني التي أُصدرت من قِبل ديف ليبارد من كتابة وعزف غيتار ستيف كلارك، الذي توفي في 8 يناير 1991. لاقت الأغنية نجاحاً على إذاعات الروك الأمريكية، بوصولها للمرتبة 12 على لائحة أغاني الروك السائد. سُجلت الأغنية كمعزوفة موسيقية للألبوم هستيريا (1987)، لكنها تُركت خارج الألبوم ونُسيت بشكل كبير إلى أن قررت الفرقة إخلاص الأغنية للألبوم ريترو أكتيف. في يوم راحة جولة الفرقة، 7 داي ويكند، ألف إليوت كلمات الأغنية أثناء استماعه للأغنية. قام إليوت بجمع الفرقة وبقيت أغنية ديف ليبارد الوحيدة التي برز فيها غيتار الراحل كلارك وغناء خليفته فيفيان كامبل كمغنٍ مساعد، بالرغم من أن مساهمات كامبل غير مسجلة في الملاحظات الهامشية للألبوم.
بالنظر للكلمات، فإن الأغنية عن ميك رونسون الذي كان يحتضر بسبب السرطان حينها؛ حيث تخبر الأغنية قصة رجل يواجه الموت وحيداً.